# Регистрирующее устройство
Регистрирующее устройство (регистратор, самописец) — прибор для автоматической записи на носитель информации данных, поступающих с датчиков или других технических средств. В измерительной технике — совокупность элементов средства измерений, которые регистрируют значение измеряемой или связанной с ней величины. В регистрирующих устройствах обычно предусматривается возможность привязки записываемых значений параметров к шкале реального времени.
Кроме регистрирующих устройств для записи данных, существуют также устройства регистрации аудиовизуальной информации (магнитофоны, видеомагнитофоны, фото- и кино- и видеокамеры и т. д.). 
Регистрирующие устройства могут представлять собой неотъемлемые функциональные узлы измерительных приборов, установок, блоки в составе информационных, измерительных, контрольных систем, комплексов, либо самостоятельные устройства.

## Виды регистрирующих устройств
- Устройства с регистрацией информации в визуальной форме
  - Цифропечатающие устройства
  - Аналоговые регистрирующие устройства — информация записывается в виде графиков, диаграмм
- Устройства с регистрацией информации в электронном (безбумажном виде)
  - Аналоговые регистрирующие устройства — информация записывается в  аналоговом виде на электронном носителе, обычно магнитной ленте. В настоящее время применяются редко, постепенно заменяются на цифровые устройства
  - Цифровые регистрирующие устройства — информация записывается в цифровом виде.

Примечание: ранее в качестве средств регистрации использовались также перфораторы — устройства для записи цифровой двоичной информации механическим способом — на перфокартах, перфолентах.

## Связанные понятия и термины
- Регистратор — краткая форма для выражения «регистрирующее устройство»

- Самописец

1. то же, что аналоговое устройство регистрации
2. то же, что самопишущий измерительный прибор-измерительный прибор с записью показаний в аналоговом или цифровом виде (кроме цифропечатающих)

- Цифровое регистрирующее устройство — как правило, устройство для электронной записи информации в цифровом виде, иногда в технической литературе под этим выражением подразумевается цифропечатающее устройство

- Магнитограф

1. аналоговый самописец с записью результатов магнитным способом
2. измерительный прибор для исследования магнитного поля Земли или Солнца, с автоматической регистрацией показаний

- Накопитель информации — носитель информации вместе с устройством записи. Регистрирующее устройство представляет собой накопитель информации в сочетании с дополнительными элементами, либо специализированный накопитель, у которого необходимые дополнительные элементы внесены в конструкцию

## Аналоговые устройства регистрации

### Виды аналоговой регистрации
Аналоговая информация может быть записана либо на электронные носители, считывание с которых производится с помощью соответствующих технических средств, либо, на носители, обеспечивающие непосредственное, визуальное считывание информации. По функциональному виду информации выделяют двухкоординатные самописцы (графопостроители или плоттеры), записывающие зависимость одной величины от другой, и самописцы, записывающие изменение величины во времени.

### Устройства записи временны́х графиков на визуальные носители
По способу записи такие устройства бывают двух видов — с записью на бумаге чернильным пером или процарапыванием иглой на плёнке со специальным покрытием, и с записью на фотоплёнке (светолучевые осциллографы). Функционально самописец состоит из устройства для равномерного непрерывного перемещения носителя (бумаги, плёнки) и измерительного механизма, перемещающего перо, корундовую иглу для процарапывания или зеркальце осциллографа, направляющее луч в нужное место на фотоплёнке. Самописцы бывают одноканальные — для записи одного параметра и многоканальные — для одновременно записи нескольких параметров. Для многоканальной регистрации возможно применение нескольких измерительных механизмов или использование точечной записи, при которой один механизм через короткие промежутки времени поочередно переключается на разные каналы, в результате чего на ленте получается несколько графиков из точек или коротких штрихов.

## Цифровые электронные устройства регистрации
Цифровые регистраторы данных предназначены для записи технических параметров в цифровом виде на электронные носители информации — магнитные диски, твердотельные накопители и т. д.
В простейшем случае цифровой регистратор представляет собой микропроцессорное устройство с аналого-цифровым, преобразователем, цифровым таймером для временно́й привязки и накопителем информации, в более сложных случаях — это специализированная ЭВМ, которая кроме простой записи информации по множеству каналов предоставляет возможность обработки информации, в т. ч. в режиме реального времени, и её визуализацию на экране дисплея. Возможна реализация устройства регистрации на базе обычного универсального компьютера с АЦП при помощи соответствующего программного средства

## Примеры технических средств с использованием автоматической регистрации данных
- Бортовые регистраторы  в составе средств объективного контроля;
- Самопишущие вольтметры, амперметры, ваттметры;
- Электрокардиографы;
- Барографы;
- Тахографы;
- Электронные регистраторы (самописцы) в составе средств ПАЗ и регистрации.

Примеры регистрирующих устройств
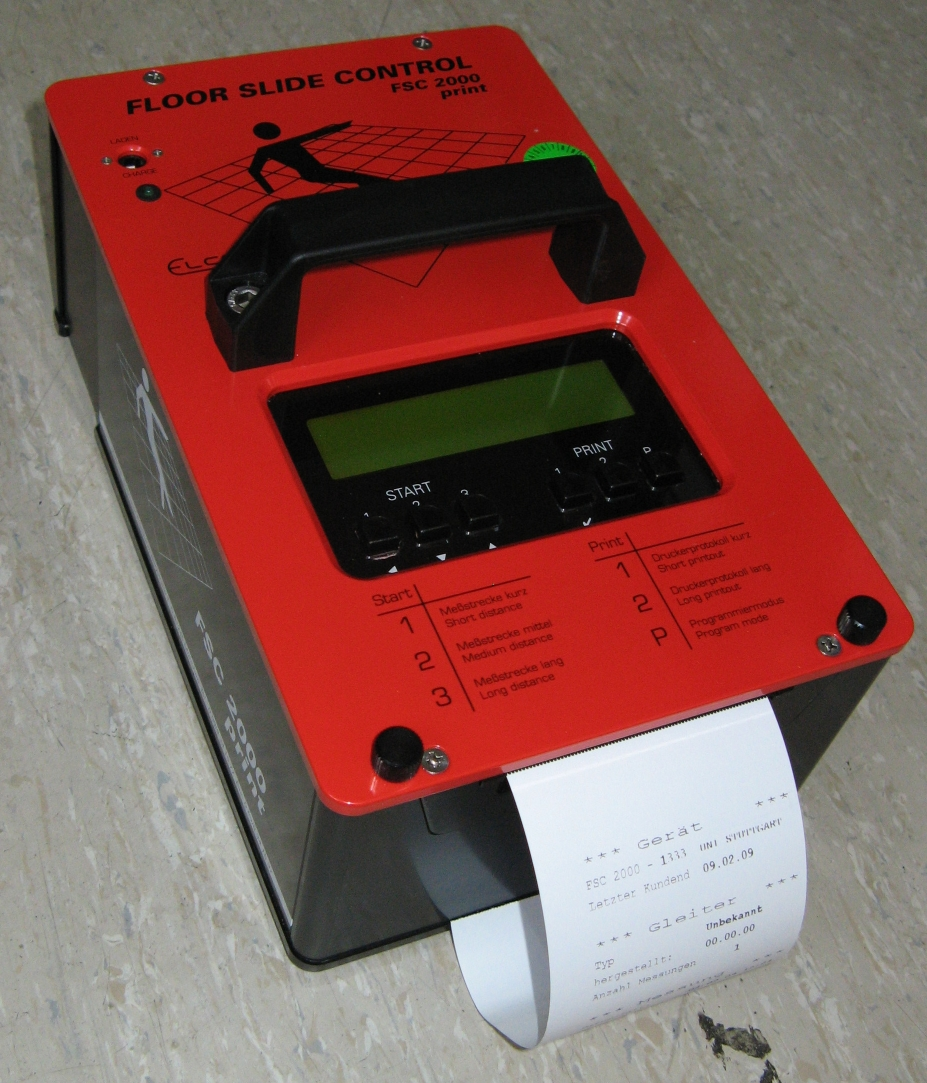
Прибор с цифропечатающим устройством
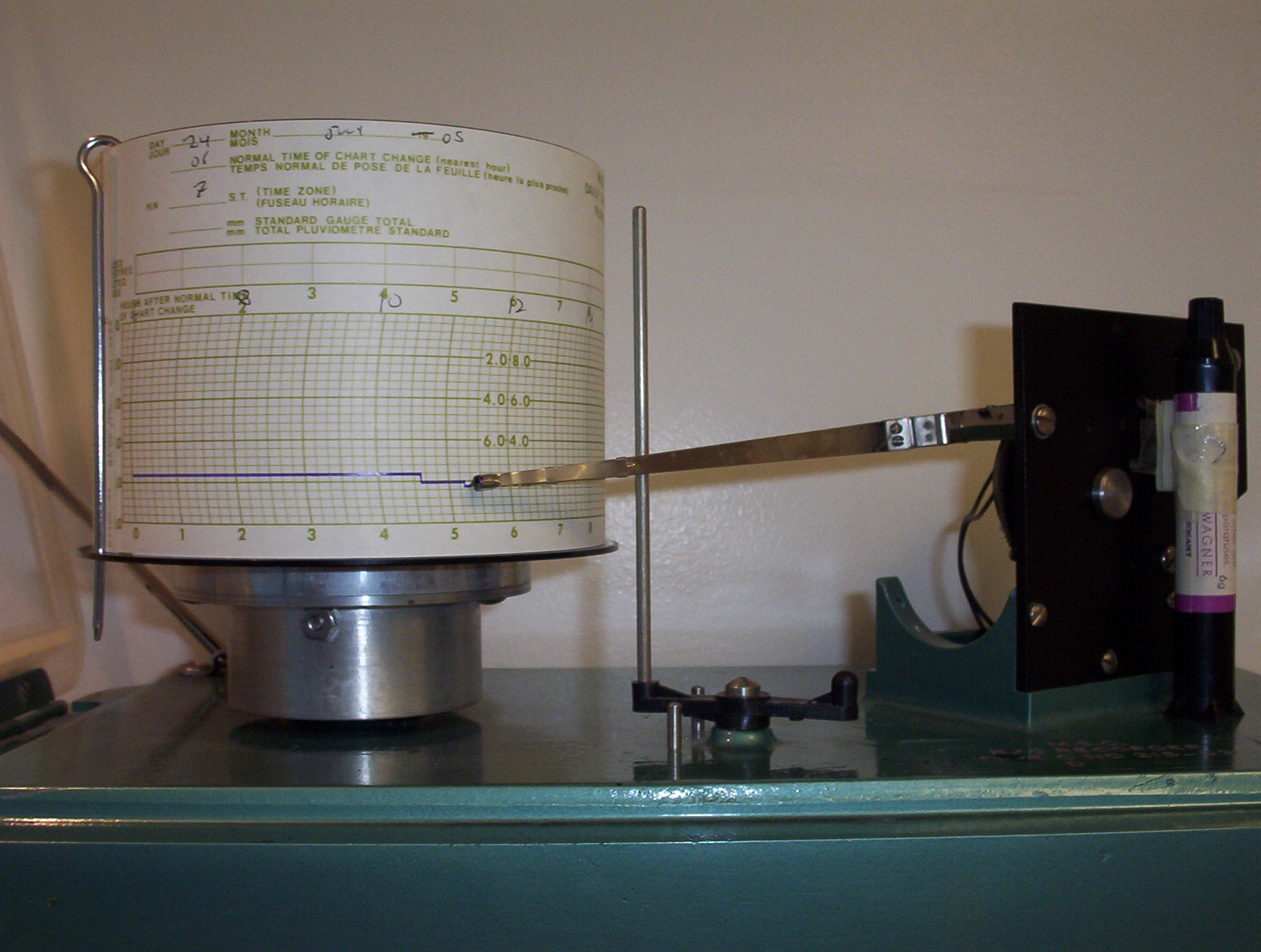
Перьевой самописец
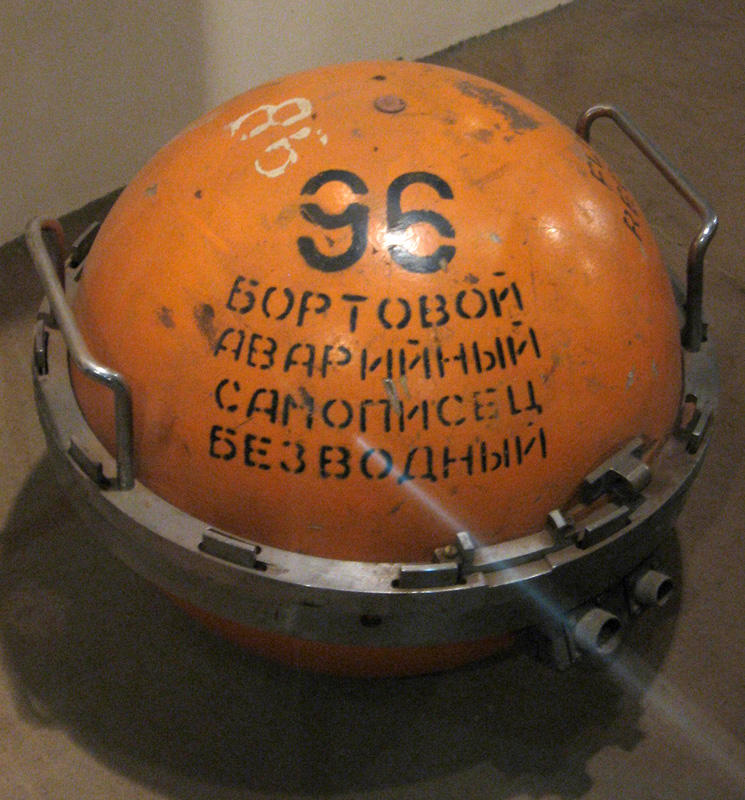
Бортовое устройство регистрации
Компактный электронный регистратор
Электронный регистратор с цветным ЖКИ

## Нормативно-техническая документация
- ГОСТ 9999-94 Электроизмерительные самопишущие приборы прямого действия и вспомогательные части к ним (недоступная ссылка)
- ГОСТ 19875-79 Приборы электроизмерительные самопишущие быстродействующие. Общие технические условия
- ОСТ 1 01080-95 Устройства регистрации бортовые с защищенными накопителями. Общие технические требования
- ОСТ 1 03996-81 Накопители эксплуатационные бортовых устройств регистрации. Типы, основные параметры и технические требования